# German (mitologija)
German ili Đerman je biće iz slovenske mitologije. U Srbiji su postojale dve vrste verovanja u Germana. Po jednom, German je bio demon atmosferskih pojava, koji donosi vremenske nepogode, oluje, kiše, grad. Drugo verovanje je bilo hrišćansko verovanje u svetog Germana. Međutim, i on je, u nekim krajevima, primio neke osobine vladaoca atmosferskim pojavama, tako da se dolazi do zanimljive simbioze hrišćanskih verovanja i paganizma. German I Carigradski je bio carigradski patrijarh u periodu od 715.—727. godine i kasnije je proglašen svetim.
Od običaja poznate su razne varijante sahranjivanja lutke Germana. Lutka je često bila pravljena od gline sa istaknutim genitalijama. Božanstva čije predstave su pravljene sa istaknutim reproduktivnim organima su zapravo predstavljale njihovu ulogu u plodnosti. Lutka je mogla biti pravljena i od slame. Sahranjivanje Germana se obično radilo kada bi nastupila velika suša. Ove običaje su najčešće izvodile devojke, čest je bio slučaj da se zahtevalo da one budu device. U obredu su učestvovale i dodole, a jedan muškarac bi smeo u svemu tome da učestvuje praveći sanduk. Ovaj običaj se izvodio da bi se prizvala kiša.
```
    Kada bi dolazila oluja, u mnogim krajevima, su žene raznim stihovima prizivale Germana da odvuče nevreme na drugo mesto, gde nevreme neće ništa uništiti.
    Pravljene su lutke i za Kupala, Marenu i Jarila. 
Jarilo
 je najsličniji po osobinama Germanu, tako da se može smatrati i da je German preuzeo osobine Jarila, dolaskom 
hrišćanstva
 i umesto božanstva postao demon.
[
2
]
```